# Čermná ve Slezsku
Čermná ve Slezsku (en allemand : Tschirm) est une commune du district d'Opava, dans la région de Moravie-Silésie, en République tchèque. Sa population s'élevait à 389 habitants en 2021.

## Géographie
Čermná ve Slezsku se trouve à 4 km à l'ouest-nord-ouest de Vítkov, à 23 km au sud-ouest d'Opava, à 41 km à l'ouest d'Ostrava et à 237 km à l'est-sud-est de Prague.
La commune est limitée par Svatoňovice à l'ouest et au nord-ouest, par Vítkov au nord-est, à l'est et au sud-est, et par la zone militaire de Libavá (district d'Olomouc) au sud-ouest.

## Histoire
La première mention écrite de la localité date de 1377.

## Transports
Par la route, Čermná ve Slezsku se trouve à 4 km de Vítkov, à 28 km d'Opava, à 62 km d'Ostrava et à 301 km de Prague.